# Frank Edebau
Frank Edebau (Slough, 10 februari 1915 - Oostende, 2 december 1987) was een Belgisch museumdirecteur.

## Levensloop
Edebau was de zoon van senator Henri Edebau. Na zijn humaniorastudies aan het Koninklijk Atheneum 1 Centrum Oostende kwam hij vanaf 1936 in dienst van het stadsbestuur van Oostende, waar zijn vader schepen was. Tegelijk volgde hij een opleiding aan de bibliotheekschool in Antwerpen.
Na de demobilisatie uit het Britse leger werd hij in december 1945 aangesteld als tijdelijk bibliothecaris, conservator en stadsarchivaris in Oostende. Hij volgde Carlos Loontiens op die uit zijn ambt was ontzet.
Hij zorgde voor de herstart van het Heemkundig Museum (eerst in de Koninklijke Gaanderijen) en vooral van het Museum voor Schone Kunsten, dat in 1940 grotendeels werd verwoest. Het museum was eerst ondergebracht in een vleugel van de Koninklijke Schouwburg en verhuisde in 1959 naar het nieuwe Feest- en -Kultuurpaleis.  Zijn allergrootste verdienste was de uitbouw van een collectie James Ensor, Léon Spilliaert en Constant Permeke alsook de opknapbeurt en heropening van het Ensorhuis in 1974.
Welbespraakt verzorgde hij ook talloze inleidingen van tentoonstellingen van eigentijdse kunstenaars. Hij publiceerde over James Ensor, Léon Spilliaert en de jugendstil. Edebau ging met pensioen in 1980 en werd opgevolgd door Norbert Hostyn.